# Вольбах
Вольбах (нім. Wollbach) — громада в Німеччині, розташована в землі Баварія. Підпорядковується адміністративному округу Нижня Франконія. Входить до складу району Рен-Грабфельд. Складова частина об'єднання громад Гойстрой.
Площа — 7,58 км2. Населення становить 1406 ос. (станом на 31 грудня 2020).